# Michael Laughlin
Michael Laughlin (n. 28 noiembrie 1938, SUA – d. 27 octombrie 2021, Hawaii, SUA) a fost un regizor de film, producător de film și scenarist american.

## Biografie și carieră
A produs filme ca The Whisperers (1967), Dusty and Sweets McGee (1971) sau The Christian Licorice Store (1971).
Laughlin a plănuit să realizeze o „Trilogie Ciudată” (Strange), pentru care a regizat și scris Strange Behavior (1981) și Strange Invaders (1983). Ultimul film a fost o dezamăgire la box office, astfel al treilea film a fost anulat. Acesta era intitulat Aventurile lui Philip Strange (Adventures of Philip Strange), și era gândit ca un thriller de spionaj din al Doilea Război Mondial cu elemente științifico-fantastice.  Laughlin a sperat să distribuie în acest film mulți dintre actorii și echipa de producție din celor două filme anterioare ale sale.
În 1984, Strange Invaders a fost nominalizat la premiul Saturn pentru cel mai bun scenariu și  la premiul pentru cel mai bun film la Festivalul de film fantastic de la Avoriaz.

## Filmografie
- The Whisperers (1967; producător)
- Joanna (1968; producător)
- Two-Lane Blacktop (1971; producător)
- Dusty and Sweets McGee (1971; producător)
- The Christian Licorice Store (1971; producător)
- Strange Behavior (1981; scenarist/regizor)
- Strange Invaders (1983; scenarist/regizor)
- Mesmerized (1986; scenarist/regizor)
- Town & Country (2001; scenarist)